# Ян Грегуш
Ян Грегуш (словац. Ján Greguš, нар. 29 січня 1991, Нітра) — словацький футболіст, півзахисник клубу «Міннесота Юнайтед» і національної збірної Словаччини.

## Клубна кар'єра
Народився 29 січня 1991 року в місті Нітра. Вихованець футбольної школи місцевого однойменного клубу. Дорослу футбольну кар'єру розпочав 2009 року в основній команді того ж клубу, в якій провів лише чотири гри. 
Того ж 2009 року юного словака запросили до чеського клубу «Банік» з Острави, в якому вже з наступного сезону почав регулярно потрапляти до основного складу.
Протягом усього 2013 року перебував в оренді в англійському «Болтон Вондерерз», в офіційних іграх за який так й не дебютував і на початку 2014 повернувся до «Баніка»
1 січня 2015 року перейшов до іншого чеського клубу, «Яблонця».

## Виступи за збірні
2009 року дебютував у складі юнацької збірної Словаччини, взяв участь у 7 іграх на юнацькому рівні.
Протягом 2010–2012 років залучався до складу молодіжної збірної Словаччини. На молодіжному рівні зіграв у 19 офіційних матчах, забив 2 голи.
2015 року дебютував в офіційних матчах у складі національної збірної Словаччини. У травні 2016 був включений до заявки національної команди для участі у фінальній частині чемпіонату Європи у Франції.

## Титули і досягнення
- Чемпіон Данії (1):

«Копенгаген»: 2016-17
- Володар Кубка Данії (1):

«Копенгаген»: 2016-17